# Rebecca Mutumosi Mfutila
Rebecca Mutumosi Mfutila ist die erste ordinierte Pfarrerin der Evangelischen Gemeinschaft des Kwango (Communauté Evangélique du Kwango, CEK) in der Demokratischen Republik Kongo.

## Tätigkeit
Rebecca Mutumosi Mfutila arbeitete als Gemeindepfarrerin und zudem ehrenamtlich von 2002 bis 2010 als Generalsekretärin des Frauenbunds der CEK in Kinshasa; seit 2010 ist sie dessen Präsidentin. 2014 wurde sie ordiniert. Von 2010 bis 2015 leitete sie die Frauenarbeit des nationalen Verbandes Église du Christ au Congo (ECC). Seit 2020 ist Rebecca Mfutila zusätzlich beim nationalen Zusammenschluss der verschiedenen evangelischen Kirchen in der ECC verantwortlich für die Anliegen der Frauen. 2022 erhielt sie den Schweizer Sylvia-Michel-Preis als Auszeichnung für ihr Lebenswerk und ihr Engagement für Gendergerechtigkeit.
Die CEK ist eine Partnerkirche von Mission 21, Evangelisches Missionswerk Basel.